# Spiski Przechód
Spiski Przechód (słow. Spišský priechod) – drobna przełęcz w długiej bocznej grani Wyżniego Baraniego Zwornika w słowackiej części Tatr Wysokich. Jest położona w północno-zachodniej grani Spiskiej Grzędy, opadającej w stronę o wiele bardziej wybitnej Baraniej Przełęczy, w miejscu, w którym grań przestaje biec niemal poziomo i zaczyna piąć się w stronę wierzchołka Spiskiej Grzędy.
Przełęcz jest wyłączona z ruchu turystycznego. Północno-wschodnie stoki opadają z niej do Baraniej Kotliny w Dolinie Dzikiej, zaś południowo-zachodnie – do Baraniego Ogrodu w Dolinie Pięciu Stawów Spiskich. Przez Spiski Przechód wiedzie droga dla taterników łącząca sąsiednie doliny, będąca alternatywą dla przejścia przez Baranią Przełęcz. Droga prowadzi przez Wyżnią Spiską Przełączkę w południowo-zachodniej grani Spiskiej Grzędy i w zimie jest zazwyczaj mniej zaśnieżona niż żleb na północny wschód od Baraniej Przełęczy.
Pierwsze wejścia:
- letnie – przewodnik Józef Gąsienica z Szymoszkowej, w 1901 r.,
- zimowe – L. Kucharík i Arno Puškáš, 23 kwietnia 1953 r.[2]